# James Noble (actor)
James Wilkes Noble (Dallas, 5 de marzo de 1922 - 28 de marzo de 2016) fue un actor estadounidense, mejor conocido por su interpretación del bondadoso, ingenuo y denso Gobernador Eugene X. Gatling en la comedia de situación Benson de ABC, emitida de 1979 a 1986.

## Vida y carrera
Noble estudió actuación e ingeniería en la Universidad Metodista del Sur antes de partir para servir en la Armada de los Estados Unidos durante la Segunda Guerra Mundial.
Al regresar de la guerra, Noble estudió actuación bajo la dirección de Lee Strasberg y tuvo apariciones en teatro de Broadway. Su carrera televisiva comenzó en telenovelas como The Brighter Day, As the World Turns, The Doctors como el Dr. Bill Winters, y A World Apart. Sus roles en la pantalla grande incluyeron al Reverendo John Witherspoon en la versión cinematográfica del musical de Broadway 1776 (1972); varios papeles como médico en películas como One Summer Love (1976), 10 (1979) y Promises in the Dark (1979); Kaufman, el jefe de gabinete del presidente, en Being There (1979); Padre O'Flanagan en la secuela de comedia Airplane II: The Sequel (1982); Sinclair en A Tiger's Tale (1987); Jefe Wilkins en la comedia Paramedics (1988) y el Dr. Bailey en Chances Are (1989). También fue el portavoz en varios comerciales de Pepto-Bismol en la década de 1970.
Noble interpretó al padre de Larry Appleton en la comedia de situación de los años 80 Perfect Strangers. En 2005, cofundó Open the Gate Pictures con la actriz Colleen Murphy, y produjo y protagonizó el cortometraje Glacier Bay, que ganó varios premios en festivales de cine en los Estados Unidos. Noble interpretó la versión de acción real del personaje de los cómics de Archie, Hiram Lodge, en la película Archie: To Riverdale and Back Again (1990).

## Vida personal
Noble estuvo casado con la actriz Carolyn Coates desde 1956 hasta su fallecimiento en 2005. Tuvieron una hija.
Noble había vivido con su familia en Leonia, Nueva Jersey, antes de mudarse a California en 1980.

## Fallecimiento
Noble falleció el 28 de marzo de 2016, a la edad de 94 años. Un portavoz de la familia de Noble dijo que el actor había sufrido un derrame cerebral la semana anterior a su fallecimiento.

## Filmografía
| Año  | Título                                   | Rol                        |
| ---- | ---------------------------------------- | -------------------------- |
| 1968 | What's So Bad About Feeling Good?        | Board Member               |
| 1971 | The Sporting Club                        | Canon Pritchard            |
| 1971 | Been Down So Long It Looks Like Up to Me | Father Pettis              |
| 1972 | 1776                                     | Rev. John Witherspoon (NJ) |
| 1974 | Who?                                     | General Deptford           |
| 1976 | One Summer Love                          | Dr. Lee                    |
| 1976 | Death Play                               | Norman                     |
| 1978 | Summer of My German Soldier              | FBI Agent Pierce           |
| 1979 | 10                                       | Dr. Miles                  |
| 1979 | Promises in the Dark                     | Dr. Blankenship            |
| 1979 | Being There                              | Kaufman                    |
| 1982 | Airplane II: The Sequel                  | Father O'Flanagan          |
| 1987 | A Tiger's Tale                           | Sinclair                   |
| 1987 | You Talkin' to Me?                       | Peter Archer               |
| 1988 | Paramedics                               | Chief Wilkins              |
| 1989 | El cielo se equivocó                     | Dr. Bailey                 |
| 1995 | Bang                                     | Rooftop Dealer             |
| 2011 | Fake                                     | Mssr. Rousseau             |